# Wereldkampioenschap schaatsen allround kwalificatie 2007 (Noord-Amerika & Oceanië)
De negende editie van de Continentale kampioenschappen schaatsen voor Noord-Amerika & Oceanië werden gehouden op 13 en 14 januari 2007 in de Pettit National Ice Center te Milwaukee, Verenigde Staten.
Vanaf de editie van 1999 was het aantal deelnemers aan het WK Allround door de ISU op 24 deelnemers vastgesteld. De startplaatsen werd voortaan per continent verdeeld. Voor Europa werd het EK allround tevens het kwalificatietoernooi voor het WK allround. Voor Azië en Noord-Amerika & Oceanië waren er door de ISU in 1999 speciaal kwalificatietoernooien voor georganiseerd.
In 2007 namen er uit Noord-Amerika zes mannen en zes vrouwen deel aan het WK allround.
| zaterdag 13 januari                                                     | zondag 14 januari                                                           |
| ----------------------------------------------------------------------- | --------------------------------------------------------------------------- |
| 500 meter vrouwen 3000 meter vrouwen 500 meter mannen 5000 meter mannen | 1500 meter vrouwen 5000 meter vrouwen 1500 meter mannen 10.000 meter mannen |

## Mannentoernooi
Er namen twaalf mannen aan deze editie deel. Zes uit Canada en zes uit de Verenigde Staten. De Amerikaan Ched Hadrick werd voor de tweede opeenvolgende keer winnaar van dit "Continentaal Kampioenschap". De top vier van dit toernooi nam ook deel aan het WK Allround. De als vijfde geëindigde Canadees Lucas Makawsky moest zijn plaats afstaan aan zijn landgenoot Denny Morrison die niet deelnam aan dit toernooi. De als achtste geëindigde Amerikaan John Loquai moest zijn plaats afstaan aan zijn landgenoot, en de wereldkampioen van 2006, Shani Davis die niet deelnam aan dit toernooi. Shani Davis werd met zijn zesde plaats de hoogst geklasseerde Noord-Amerikaan op het WK Allround. De andere vijf Noord-Amerikanen eindigden allemaal bij de top zestien waardoor Noord-Amerika in 2008 recht op acht startplaatsen kreeg bij de mannen.

### Eindklassement
| Rang   | Schaatser          | Land             | Punten  | 500m       | 5000m        | 1500m         | 10.000m       |
| ------ | ------------------ | ---------------- | ------- | ---------- | ------------ | ------------- | ------------- |
| Goud   | Chad Hedrick       | Verenigde Staten | 155,274 | 37,47 (3)  | 6.33,94 (2)  | 1.49,92 (4)   | 13.55,40 (1)  |
| Zilver | Arne Dankers       | Canada           | 156,108 | 38,44 (9)  | 6.31,90 (1)  | 1.49,69 (2)   | 13.58,30 (2)  |
| Brons  | Steven Elm         | Canada           | 156,611 | 37,26 (2)  | 6.43,74 (4)  | 1.49,24 (1)   | 14.11,28 (4)  |
| 4      | Justin Warsylewicz | Canada           | 157,036 | 37,75 (7)  | 6.40,67 (3)  | 1.50,17 (5)   | 14.09,92 (3)  |
| 5      | Lucas Makowsky     | Canada           | 158,008 | 37,70 (6)  | 6.44,73 (5)  | 1.51,31 (6)   | 14.14,64 (5)  |
| 6      | Jay Morrison       | Canada           | 159,313 | 37,22 (1)  | 6.55,69 (8)  | 1.49,88 (3)   | 14.37,96 (7)  |
| 7      | Neal Zaluski       | Canada           | 160,094 | 37,60 (5)  | 6.55,56 (7)  | 1.52,55 (7)   | 14.28,44 (6)  |
| 8      | John Loquai        | Verenigde Staten | 162,557 | 37,58 (4)  | 7.02,59 (9)  | 1.52,74 (8)   | 15.02,76 (10) |
| 9      | Kreg Greer         | Verenigde Staten | 163,391 | 37,82 (8)  | 7.04,37 (10) | 1.56,21 (9)   | 14.47,96 (8)  |
| 10     | Liam Ortega        | Verenigde Staten | 166,634 | 38,85 (10) | 7.15,54 (12) | 1.57,31 (11)  | 15.02,54 (9)  |
| -      | Paul Dyrud         | Verenigde Staten | 120,465 | 39,05 (12) | 7.06,79 (11) | 1.56,21 (9) . | -             |
| -      | Charles Leveille   | Verenigde Staten | 79,931  | 38,88 (11) | 6.50,51 (6)  | diskw.        | -             |

## Vrouwentoernooi
Er namen twaalf vrouwen aan deze negende editie mee. Zes uit Canada en zes uit de Verenigde Staten. De Canadese Kristina Groves werd voor de derde keer winnares van dit "Continentaal Kampioenschap". De top vijf van dit klassement nam ook deel aan het WK Allround. De als zesde geëindigde Canadese Brittany Schussler moest haar plaats afstaan aan haar landgenote, en wereldkampioene, Cindy Klassen die niet deelnam aan dit toernooi. Vier vrouwen eindigden in de top zestien op het WK, Cindy Klassen werd 3e, Kristina Groves werd 7e, Christine Nesbitt werd 9e en Maria Lamb 16e. Clara Hughes werd 17e en Catherine Raney 20e.

### Eindklassement
| Rang   | Schaatsster        | Land             | Punten  | 500m       | 3000m        | 1500m        | 5000m        |
| ------ | ------------------ | ---------------- | ------- | ---------- | ------------ | ------------ | ------------ |
| Goud   | Kristina Groves    | Canada           | 165,846 | 40,16 (2)  | 4.13,91 (2)  | 1.57,55 (1)  | 7.21,85 (3)  |
| Zilver | Clara Hughes       | Canada           | 167,331 | 42,71 (11) | 4.12,92 (1)  | 2.00,18 (3)  | 7.04,08 (1)  |
| Brons  | Christine Nesbitt  | Canada           | 167,922 | 39,83 (1)  | 4.20,12 (4)  | 1.57,84 (2)  | 7.34,59 (4)  |
| 4      | Catherine Raney    | Verenigde Staten | 169,199 | 41,98 (5)  | 4.15,30 (3)  | 2.02,12 (4)  | 7.19,63 (2)  |
| 5      | Maria Lamb         | Verenigde Staten | 173,026 | 41,07 (4)  | 4.27,29 (7)  | 2.04,13 (6)  | 7.40,32 (7)  |
| 6      | Brittany Schussler | Canada           | 173,265 | 41,05 (3)  | 4.32,28 (9)  | 2.03,40 (5)  | 7.37,02 (6)  |
| 7      | Anna Ringsred      | Verenigde Staten | 174,289 | 42,47 (7)  | 4.26,22 (5)  | 2.06,76 (7)  | 7.35,29 (5)  |
| 8      | Shannon Sibold     | Canada           | 175,978 | 43,08 (9)  | 4.27,04 (6)  | 2.06,85 (8)  | 7.41,09 (8)  |
| 9      | Mia Manganello     | Verenigde Staten | 178,561 | 42,07 (6)  | 4.31,20 (8)  | 2.07,31 (9)  | 8.08,55 (9)  |
| 10     | Ericka Hawke       | Verenigde Staten | 184,633 | 43,54 (10) | 4.41,62 (11) | 2.13,19 (11) | 8.17,61 (10) |
| -      | Tara Risling       | Canada           | 131,680 | 42,49 (8)  | 4.36,74 (10) | 2.09,21 (10) | ns           |
| -      | Jessica Smith      | Verenigde Staten | -       | ns         | -            | -            | -            |